# Justine Palframan
Justine Palframan (née le 4 novembre 1993) est une athlète sud-africaine, spécialiste du 400 mètres.

## Biographie
Elle remporte la médaille d'or du 400 m lors des Universiades d'été, à Gwangju, en portant son record personnel à 51 s 27.
Le 25 août 2017, il décroche la médaille d'argent de l'Universiade à Taipei en 51 s 83.

## Palmarès
| Date | Compétition                    | Lieu     | Résultat | Épreuve   | Temps         |
| ---- | ------------------------------ | -------- | -------- | --------- | ------------- |
| 2011 | Championnats d'Afrique juniors | Gaborone | 2e       | 400 m     | 52 s 93       |
| 2013 | Universiade                    | Kazan    | 3e       | 4 × 400 m | 3 min 36 s 05 |
| 2015 | Universiade                    | Gwangju  | 1re      | 400 m     | 51 s 27       |
| 2016 | Championnats d'Afrique         | Durban   | 1re      | 4 × 400 m | 3 min 28 s 49 |
| 2017 | Universiade                    | Taipei   | 2e       | 400 m     | 51 s 83       |
| 2019 | Jeux africains                 | Rabat    | 5e       | 4 x 400 m | 3 min 41 s 17 |

## Records
| Épreuve | Performance | Lieu    | Date            |
| ------- | ----------- | ------- | --------------- |
| 400 m   | 51 s 27     | Gwangju | 10 juillet 2015 |